# Klaas Ausma
Klaas Ausma (Oudeschip, 16 april 1901 – Harderwijk, 13 december 1971) was een Nederlands politicus.
Hij werd geboren in de Groningse gemeente Uithuizermeeden als zoon van Wobbe Ausma (1863-1960; kleermaker) en Jantje van der Ploeg (1871-1960). Hij was eerste ambtenaar ter secretarie in 't Zandt en volgde in 1928 E. Smit op als gemeentesecretaris van 't Zandt. In 1939 volgde zijn benoeming tot burgemeester van Midwolda. In april 1944 werd hij ontslagen waarna de NSB-burgemeester van Scheemda tevens waarnemend burgemeester van Midwolda werd. Na de bevrijding keerde Ausma terug als burgemeester van Midwolda. Hij ging in mei 1966 met pensioen en verhuisde vervolgens naar Harderwijk. Daar overleed hij eind 1971 op 70-jarige leeftijd.
Zijn zoon Wout Ausma is ook burgemeester geweest.